# Komitet Ochotników Polskich
Komitet Ochotników Polskich dla Służby w Armii Francuskiej (franc. Comité des Volontaires Polonais pour le Service dans l’Armée) – organizacja Polonii francuskiej powstała dla werbunku ochotników do walki zbrojnej przeciwko Niemcom, a także kontrolowania lojalności emigrantów polskiego pochodzenia.
Komitet Ochotników Polskich dla Służby w Armii Francuskiej, popularnie nazywany Komitetem Wolontariuszów Polskich, utworzony został 31 lipca 1914 r. w Paryżu. Komitet, którego siedziba mieściła się w redakcji tygodnika "Polonia", prowadził zaciąg ochotników do armii francuskiej. 21 sierpnia 1914 r. władze francuskie wydały oficjalną zgodę na wstępowanie ochotników do Legii Cudzoziemskiej.
Staraniem członków komitetu zorganizowane zostały dwa pododdziały armii francuskiej złożone z Polaków:
- 2 kompania Batalionu C 1 Pułku Cudzoziemskiego, bardziej znana jako Bajończycy,
- Rueilczycy (jako zwarta kompania występowała w okresie szkolenia, a później jej żołnierze rozproszeni zostali w pododdziałach w 3 Pułku Cudzoziemskiego).

Dopiero w 1917 r. rząd francuski zgodził się na sformowanie Armii Polskiej we Francji.